# Защитник (футбол)
Вижте пояснителната страница за други значения на Защитник.
Бек пренасочва насам.  За други значения вижте Бек (пояснение).
Защитникът е футболист, който стои между полузащитниците (халфовете) и вратата на своя отбор.
Левите и десните защитници се наричат бекове (от английски: back – гръб, заден, подпирам). Те свързват централните защитници с полузащитниците, а много често и полузащитниците с нападателите. Участват активно в атака за разлика от централните бранители, които рядко преминават центъра на терена.
При пряк свободен удар в „стената“ участват централните защитници и централните халфове, а бековете стоят до гредите, за да изчистват топката при евентуално недобро отиграване на вратаря.
Както при всяка позиция във футбола, при липсата на дадено умение, то може да бъде компенсира с друго. Примерно ако централен защитник е висок 170 см, тоест липсва му ръст и физическо присъствие, то той може да компенсира това с отскок, борбеност и скорост.

## Централен защитник
Централният защитник (ЦЗ) или стопер има за задача да спира противниковите играчи да атакуват вратата и да изчистват топката от наказателното поле. Както подсказва името, централният защитник играе в центъра на терена, непосредствено пред вратарското поле. Най-често се използват двама централни защитника, но в зависимост от избраната татктическа постройка, техният брой може да варира. Необходимите качества за отличен централен защитник са физическа здравина, ръст (по принцип централните защитници са с ръст над 180 см и са сред най-високите в отборите си), умела игра с глава, издръжливост, отскок, борбеност и предугаждане на движението на противника с цел отнемане на топката.

## Ляв/десен защитник
Десните и левите бекове (ДБ/ЛБ) са съответно вдясно и ляво на централния/централните защитници. Тяхната задача е да спират фланговите действия на съперника, а с развитието на играта и да пробиват в противниковото поле и да предоставят топки в наказателното поле. От тях се изисква да са с добра издръжливост, да умеят да отнемат топката, да притежават добро подаване и бързина. Изпълнението на тъчове най-често се изпълнява от крайните защитници.

## Халф-бек
Халф-бекът (ДХБ, ЛХБ) е с междинна позиция. С прогреса на футбола и изискванията към играчите се изменя и ролята на бековете. В модерната игра тяхната роля се слива с тази на крайните полузащитници. От тях се изисква не само да подсигуряват защитните действия на своя отбор, но и активно да участват в атаката. Тази позиция е сред най-много изискващите издръжливост и бързина, освен качествата нужни на десните/левите защитници и крилата. Сред най-добрите играчи, играли на този пост, са Андреас Бреме, Карлос Алберто, Кафу, Вили Саньол, Хавиер Санети и Роберто Карлош.

## Либеро
Либерото (Л; от италиански: libero – свободен) или метач е защитник, който има по-универсални и по-свободни функции от централния защитник. Основните му задачи са да подсигурява намиращите се пред него защитници и да изнася топката, когато я отнеме. Поради динамиката на играта тази позиция се счита за остаряла, защото от централния защитник вече се очаква да се включва и в атаката на отбора си, с което влиза в ролята на либеро. Един от модерните представители е Пепе, а едни от най-добрите либера са Франц Бекенбауер, Франко Барези, Матиас Замер и Гаетано Ширеа. Уменията, които трябва да притежават, освен тези на централния защитник, включват и дрибъл, извеждащо подаване и добър поглед върху играта.

## Изявени защитници

### Голмайстори
1. Роналд Куман (Нидерландия) – 253 гола

2. Даниел Пасарела (Аржентина) – 175

3. Фернандо Йеро (Испания) – 170

4. Лоран Блан (Франция) – 153

5. Франк Созé (Франция) – 151

6. Греъм Александър (Шотландия)  – 130

7. Серхио Рамос (Испания) – 128

8. Роберто Карлош (Бразилия) – 124
 
9. Едгардо Бауза (Аржентина) – 121

10-11. Паул Брайтнер (Германия) – 113

10-11. Стийв Брус (Англия) – 113

12. Маркус Тулио Танáка (Япония) – 112

13-14. Франц Бекенбауер (Германия) – 109

13-14. Синиша Михайлович (Югославия, Сърбия) – 109

15-16. Бруно Пези (Австрия) – 105

15-16. Ханс Юрген Дорнер (Германия) – 105

17. Хуан Доминго Рочиа (Аржентина) – 101

18. Хосе Рафаел Албрехт (Аржентина) – 98

19. Гари Лойд (Уелс) – 90
                                                                                                                                                                                                                                                         
20. Андреас Бреме (Германия) – 84

21-22. Енцо Тросе́ро (Аржентина) – 77

21-22. Ектор Чумпита́с (Перу) – 77

23. Джачинто Факети (Италия) – 62

Данните включват отбелязаните голове в официални срещи на клубовете и националните отбори.